# Прилепски църковно-училищен хор
Прилепският църковно-училищен певчески  хор е създаден в 1879 година в град Прилеп, тогава в Османската империя.
Основател на хора е прилепчанинът Атанас Бадев, тогава още гимназист в София, по време на лятната му ваканция в родния град през 1879 година. Тогава той обучава възрастните ученици на хорово пеене. Първоначално хорът се състои от четирима певци – алт, дискант, тенор и басист. След това съставът се разширява; между първите хористи са Христо Попадамов (Русето), Йосиф Кодов, Д. Янчулев и други. В него участват и църковните певци Тодор Гавазов и Георги Смичков. След Атанас Бадев ръководител на хора е Ал. Янчулев. В първите години, докато се заучат някои концерти, хористите често пеят песента за руския цар Александър II по стихове на П. Р. Славейков („Руский цар е на земята най-велик, над всички пръв...“).
През учебната 1880/1881 година Георги Смичков, учител в основнито училище и псалт, ръководи хоровото пеене в църквата. Народът нарича новото пеене „руско пение“, а старите свещеници фанатици го наричат „светско-сватбарско“. Съставът на хора е от ученици – алтисти и дисканти, младежи от еснафа – алтисти и басисти, общо около 30 души (по 7 – 8 души от всеки вид глас). Участниците са „самоуци практиканти“, тъй като по това време нотното пеене още не е въведено като учебен предмет. Упражняват се всяка сряда следобед. Тома Николов пише в спомените си, че за да участва в хора (според него основан в 1880 година), той ходел всяка неделя от Варош, където живеел, в Прилеп, а хорът достигнал 50 – 60 души, ученици и граждани.
Като нововъведение хоровото пеене доста се харесва на прилепското гражданство, което винаги е имало добри певци в градската църква, но се е понаситило от източноцърковното пеене. Свещеничеството обаче, особено някои стари и закостенели свещеници, негодуват и понякога нарушават пеенето. Хорът обаче прави добро впечатление и е канен на венчавки, погребения и всякакви тържество. При посещение в Прилеп Димитър Ризов чува хора и споделя отличните си впечатления във вестник „Зорница“.
Диригенти на хора са учителите Ал. П. Дамянов, Йор. Янчулев, Ант. Тошев, Д. Бекяров. Училищното настоятелство винаго дава допълнително възнаграждение на диригента учител.
След Прилеп хоровото пеене се въвежда и в други градове.